# Виликовский, Павел
Павел Виликовский (словац. Pavel Vilikovský, 27 июня 1941, Palúdzka — 10 февраля 2020, Братислава) — словацкий прозаик и публицист. Он также был переводчиком с английского языка.
В 1958/59 учебном году изучал кинорежиссуру на факультете кино и телевидения Академии музыкальных искусств в Праге, затем (1960-1965) изучал английский и словацкий языки в Университете Коменского в Братиславе.
Двукратный лауреат престижной словацкой литературной премии Anasoft litera (2006, 2014) и лауреат премии Виленицы. В 2015 году награжден Крестом Прибины II степени.

## Произведения
- 1965 – Citová výchova v marci
- 1983 – Prvá veta spánku
- 1989 – Eskalácia citu
- 1989 – Kôň na poschodí, slepec vo Vrábľoch
- 1989 – Večne je zelený…
- 1991 – Slovenský Casanova
- 1992 – Peší príbeh
- 1996 – Krutý strojvodca
- 1998 – Okrídlená klietka alebo zo života mladého Slovenska a starých Slovákov
- 2001 – Posledný kôň Pompejí
- 2004 – Vyznania naivného milovníka
- 2005 – Čarovný papagáj a iné gýče
- 2006 – Silberputzen. Leštenie starého striebra
- 2009 – Vlastný životopis zla
- 2010 – Pes na ceste
- 2013 – Prvá a posledná láska
- 2014 – Letmý sneh
- 2017 – Krásna strojvodkyňa, krutá vojvodkyňa
- 2018 – RAJc je preč